# 每天
《每天》是音乐人李庚桐的个人音乐专辑。发行于2011年5月。

## 作品概况
《每天》是音乐人李庚桐于2011年制作并发行的一张以关爱心灵为主题音乐专辑，他本人曾在《每天》EP里的自述到“让人们少一些怨恨与嫉妒，多一些礼敬与谦退，少一些傲慢与贪争，多一些赞扬与笑容，少一些诋毁与冷漠，多一些施舍与坦荡，少一些悭吝与浮华”力图用朗朗上口的旋律，言简意赅发人深省的的歌词来给大家一些新的价值观，与人生观。   该张专辑发布后受到社会广泛关注。这首歌的制作团队汇集了国内一线流行音乐家，其中包括著名音乐人龙隆、林海、赵浩成、张小宁等。

## 创作初衷
作者于2005年造访了星云大师，而后将星云大师《佛光菜根谭》的部分词句摘录成歌词，再编创成歌曲，希望借以音乐或歌曲的形式将佛家以及中国文化那种大爱无私的情怀表达出来，歌曲《每天》便由此诞生，其目的是要人们去聆听，去受教。专辑中除《每天》之外的其他音乐作品，歌词均来源于《佛陀的格言》。

## 作品内容
该张音乐专辑一共包括7首音乐作品。
| 序号 | 歌曲名   | 歌手名        | 形式   |
| ---- | -------- | ------------- | ------ |
| 1    | 《每天》 | 李庚桐/王一童 | 混音版 |
| 2    | 《实行》 | 张小宁        | 混音版 |
| 3    | 《慈爱》 | 梁彩虹        | demo版 |
| 4    | 《每天》 | 张小宁        | 混音版 |
| 5    | 《实行》 | 胡梦茜/杜雨珈 | 试听版 |
| 6    | 《每天》 | 对唱版伴奏    | 混音版 |
| 7    | 《每天》 | 女声版伴奏    | 混音版 |